# حفلات الزفاف في الهند
حفلات الزفاف في الهند مختلفة بحسب تعدد المذاهب الهندوسية وتعدد الطوائف، والديانات الأخرى للذين يعتنقون الجاينية أوالسيخية، ويختلف ذلك عن حفلات زفاف المسلمين. كما أن احتفالات الزواجات التقليدية مختلفة عن حفلات الزواج الحديثة التي تبتعد عن الطقوس التقليدية بسبب كثرة الزيجات الناتجة عن علاقات الحب، وانتشار الزواجات بين أفراد الطوائف المختلفة.

## حفلات الزفاف فيالهند

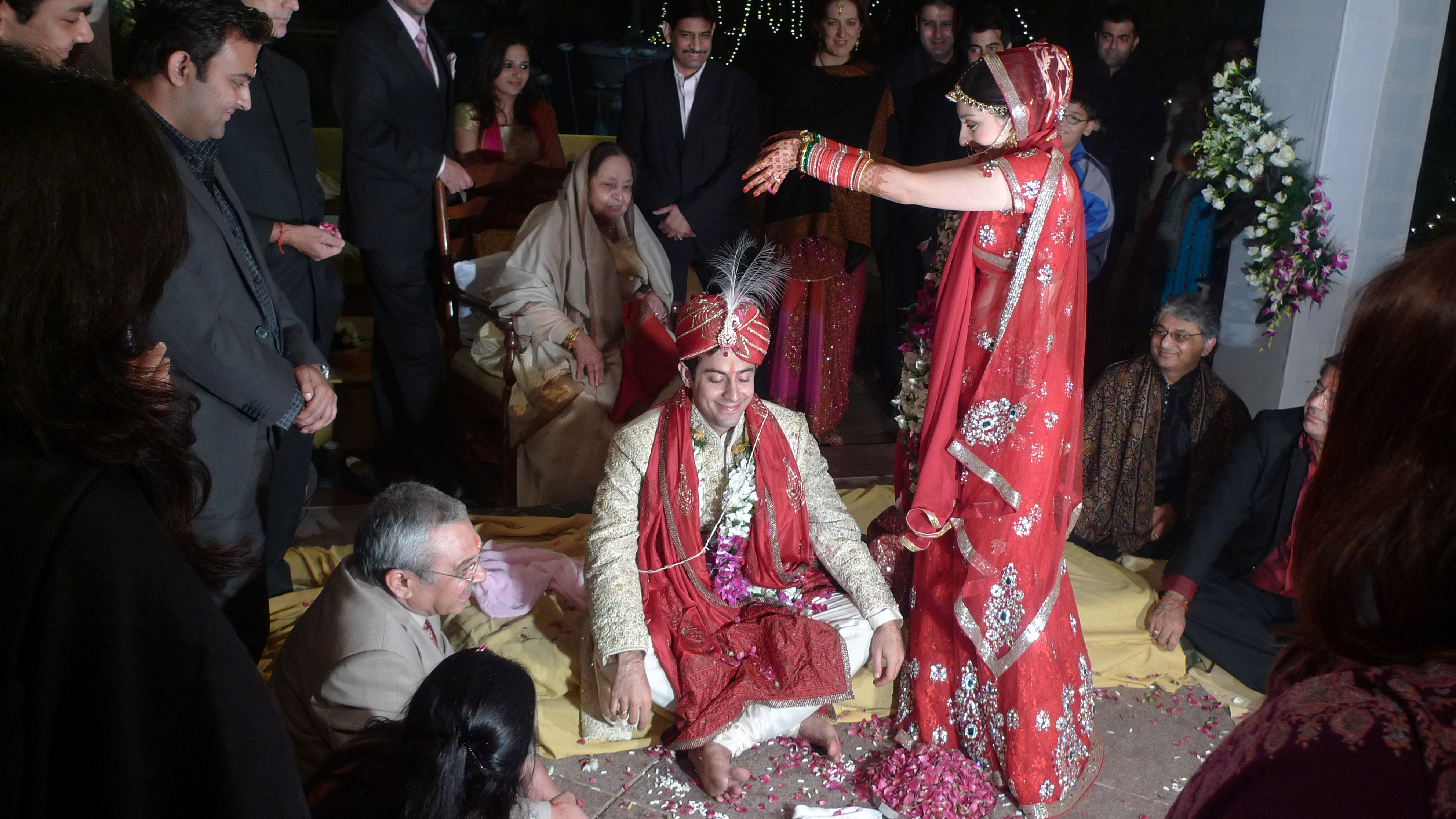
مراسم الزواج في الهند

تتميز حفلات الزفاف في الهند بكثرة الطقوس والاحتفالات التي تستمر لعدة أيام. عادة ما يكون عدد الحضور في هذه الحفلات ما يقارب 100 إلى 10000 شخصا. وفي الغالب، يكون الحضور لا تمدهم صلة مباشرة بالعروس والعريس.
وبالرغم من أن حفلات الزفاف الهندية غالبا ما تكون منظمة، إلا أن بعض الناس في المناطق المتحضرة يفضلون اتباع "زيجات الحب"، حيث يقرر الشريكان الزواج دون مشاركة أو مساعدة أهلهم. وتقوم زيجات الزواج في الهند على اجتماع عائلتين وارتباطهما اجتماعيا، مع التأكيد على أن تكون علاقة الأسرتين ببعضهما وثيقة مثلها مثل علاقة الزوجين ببعضهما.

تشترك بعض الطوائف الهندية في العديد من التقاليد في أعراسها؛ كالهندوس والأشخاص الذين يعتنقون الجاينية والسيخية والمسلمون. فقد جمعت هذه الطوائف بين التقاليد المحلية والدينية والعائلية. وتبدأ فترة مراسم الأعراس الهندية من لحظة وضع التيلاك على مقدمة رؤوس العريسين.
وتعد حفلات الزفاف الدعامة الأساسية في التاريخ الاجتماعي للمجتمع الهندي. فقد تأصلت الكثير من تقاليد حفلات الزفاف في الهند، ولكن وبشكل ملحوظ، هناك عادات غربية أدرجت ضمن عادات الهند الأصلية فاندمجت معها؛ كإلقاء الخطب والرقصة الأولى وكعكة الزفاف التقليدية.
وتتميز حفلات الزفاف في جنوب آسيا بالترف، وذلك غالبا بطلب من العروس.

## أشكال حفلات الزفاف
ئيسي: حفلات الزفاف الهندوسية. يعترف النظام الهندوسي الفيدي بصحة عدة أشكال لاحتفالات الزواج:
براهمان: حيث يقوم والد الفتاة بإرسال دعوة إلى رجل مؤهل ومناسب للزواج، ثم يقوم بتفويض مسؤولية الفتاة إليه. والهدف من هذا الزواج هو الأداء المشترك للواجبات الدينية التقليدية بين العائلتين.
ديفا: حيث تتزوج الفتاة من رجل مؤهل ومناسب من البراهمان والذي تم دعوته من قبل لأداء الطقوس المقدسة. والهدف من هذا هو جعل هذا الزواج خالدا ولحماية المجتمع بشكل عام.
أرشا: أرشا (من الراؤون): حيث يقوم العروس والعريس بتقديم هدية رمزية لوالدي العروس؛ وهذه الهدية عبارة عن ثور وبقرة (حيوانات مقدسة تعد أما للمجتمع الإنساني لديهم). الغرض من هذا الزواج هو التعاون في دراسة الحياة الروحية وممارستها.
براجاباتي: حيث تقوم الفتاة باختيار زوج مناسب لها سواء بطريقة مباشرة أو غير مباشرة ( على سبيل المثال في بطولات السوي مارفا). الهدف من هذا الزواج هو ولادة ذرية مؤهلة لاستمرارية نهج السلالة الحاكمة في الحكم.
الغاندهرفا: حيث يعلن كلا من الشاب والفتاة عن حبهما لبعضهما بعضا (وهذه أيضا الطقوس الشعائرية للمثليين جنسيا والمثليات، تبعا لمعلق القرن الثاني عشر جايا مانجالا) ويتبادلون الوعود والاكاليل.الغرض من هذه الزيجة هو الرغبة الرومانسية والمتعة الجسدية كما ذكر مثالا على ذلك في قصة شاكونتالا ودوشيانتا.
راكشاسا: حيث يتم اختطاف الفتاة من منزلها بدون رغبة أهلها. وتشتهر كشاترايس بهذا النوع من الزواج، حيث أرادت التخلص من مشكلة معارضة الأهالي العمياء لرغبات فتياتهم (كما في زوجة كريشنا روكماني والأخت ساندرا التي تزوجت أرجونا).
أسورا: حيث تستقبل الفتاة وعائلتها هدايا وهبات وفيرة من الزوج المرتقب وذلك ليقنع أهل الفتاة بنواياه الحسنة. أشهر مثال على ذلك في التاريخ البيروني هو شانتانو، الذي تزوج من ستيفاني، حيث تعهد بحقوق إرثه لأولاد زوجته ستيفاني.
بيسكا: حيث يتم إغواء الفتاة لعلاقة جنسية وذلك بالتملق لها والضغط العاطفي عليها والتلاعب بعقلها والوصول لحد الثمالة (باستخدام الخمر..الخ) أو الاقتراب منها حال نومها وهذا أكثر عرضة للخطر. الهدف من زواج البيسكا هو مجرد إشباع الرغبة الجنسية. ولكن تبقى المرأة مشتركة في هذا الفعل. يعتبر إنجاب الأطفال في مثل هذه الزيجات أمرا مقبولا تماما من قبل المجتمع.

## الزواجات التقليدية
تتنوع عادات احتفالات الزفاف بتنوع الديانات والطبقات الاجتماعية والأعراق واللغات والمناطق.
يتم تنظيم الاعراس الهندية التقليدية مراسم ما قبل الزفاف ومراسم يوم الزفاف (تحتوي على البارات والفارمالا والساتفير) والفاداي، وحينما تتم الموافقة على الزواج، يقوم والد العريس بزيارة والد العروس.

### كانيادان
وخلال مراسيم الكانيادان، يفسح والدي العروس الطريق لابنتهم العروس. يقوم العريس بقطع ثلاثة وعود فقط ليصبح (دهارما)؛ يمتلك ما يكفي من المال لإعالة أسرته (أرثا)، ويحب زوجته (كاما). يردد العريس هذه الوعود الثلاثة في حضور أجني (النار المقدسة) وأمام الحضور المجتمعون هناك.

### باريكاشا
الباريكاشا هو عندما يظهر والدا العروس نيتهم بطريقة غير رسمية في أنهما يريدان رجلا بعينه ليكون زوجا لابنتهم، ويوافق الرجل وعائلته على الطلب.ويعد التراجع عن هذا القرار في نهاية الأمر أمرا مثيرا للامتعاض ولكنه متقبل. وعندما يتم الموافقة على الزواج من كلا الطرفين، تقوم عائلة العروس بعمل البادتشيكا/باريكشا للعريس. ويحدث هذا لحظة توجه والد العروس وإخوانها لجانب العريس حاملبن معهم حلويات مختلفة (بما في ذلك جوز الهند)، وبعض مواد البوجا كالأرز والكركم. وتعد هذه المراسم لفتة رمزية لتأكيد علاقة المصاهرة بين العائلتين وللتعبير عن أن العريس أصبح الآن مرتبطا ولا يمكنه النظر لعرائس أخرى في المستقبل.

### تيلاك
يتضمن التيلاك زيارة أهل العروس لمنزل أهل العريس وذلك لجعل العلاقة بينهم رسمية.ويقوم أهل العريس بإعداد مائدة ضخمة بهذه المناسبة. أفراد بعينهم من أهل العروس هم من يحضرون هذه المناسبة (عادة المقربون جدا من العائلة، والعشرات منهم فقط).

### بياها هاث
وتجسد هذه المراسم أهمية تنقية العقل والجسد والروح لكل من العروس والعريس. وتعمل هذه المراسم التي تقام في وقت النهار على تجهيز كل من العروس والعريس للزفاف. وتقوم سبع نساء غير متزوجات من عائلتي العروس والعريس بوضع " الأبتان"، والذي هو عبارة عن معجون مخلوط من خشب الصندل والكركم وماء الورد، على وجوه كل من العروس والعريس وأيديهم وأرجلهم. وبعد هذه الخطوة لا يسمح للعروس والعريس بالخروج من المنزل حتى تكتمل طقوس الزواج الحقيقية.

### مراسم فراش الزهور
في مراسم فراش الزهور، ترتدي العروس حليا مزينة بالزهور، كما يقوم أهل العريس بتزيين فراش الزوجية بالزهور. ويتم عمل هذا للتحضير أو رمزا للتحضيرلليلة الزفاف، أو اليوم الذي يليه إخبارا بأن الزواج على وشك أن يتم أو أنه قد تم خلال الفترة المحددة. وفي زيجات الزواج لدى المسلمين، تتم هذه المراسم في ليلة الزفاف. وتتم أيضا هذه المراسم في زيجات الزواج الهندية في ليلة إستقبال العروس.

## حفلات الزواج الحديثة
بدأت العديد من حفلات الزواج الحديثة في الهند باتخاذ منحى بعيدا عن طقوس حفلات الزفاف التقليدية الجامدة. ويرجع هذا إلى كثرة انتشار حفلات الزفاف الناتجة عن علاقات الحب، وانتشار الزواجات بين أفراد الطوائف المختلفة. وبشكل جيد، العديد من العرائس والعرسان هم الآن في نهاية العشرينات، السن الذي يخول لهم اتخاذ قراراتهم بأنفسهم بشأن حفلات زواجهم الخاصة. ونتج عن هذا رفض للأعراس المليئة بالطقوس التقليدية والانحياز لحفلات الزواج المليئة بالمتعة والمرح الذي لا ينسى برفقة الأهل والأصدقاء.ويقوم كلا من العروس الهندية الحديثة والعريس بالتخطيط لحفل زفافهم الخاص، وغالبا ما يكون ذلك بمساعدة من مخططي حفلات الزفاف. كما يقومون باختيار المراسم والطقوس التي يودون أن تؤدى في في حفل زفافهم بعيدا عن التسجيل القانوني للزواج.